# Смерть і похорон Папи Франциска
Папа Франциск помер у віці 88 років 21 квітня 2025 року, у Великодній понеділок, о 07:35 за центральноєвропейським літнім часом (UTC+02:00) у своїй резиденції, Domus Sanctae Marthae, у Ватикані. Про його смерть оголосив кардинал Кевін Фаррелл у трансляції Vatican Media та у відеозверненні о 09:47, через дві години після його смерті. Франциск очолював Католицьку Церкву з моменту свого обрання 13 березня 2013 року і став першим чинним папою після Івана Павла II, який помер на престолі.
Смерті Франциска передувало п'ятитижневе перебування в лікарні за місяць до цього, під час якого він страждав від інфекції дихальних шляхів і двосторонньої пневмонії. Офіційною причиною смерті зареєстровано інсульт, за яким настала незворотна зупинка серця. Заупокійну месу Франциска заплановано відслужити 26 квітня, через п'ять днів після його смерті. Очікується, що папський конклав, який визначить наступника Франциска, відбудеться між 6 і 12 травня.

## Передумови
Обраний у 2013 році у віці 76 років, Франциск на той момент вважався загалом здоровим, попри хронічні ураження легень, частково спричинені видаленням частини легені в молодості. Лікарі тоді запевняли, що видалена тканина не матиме істотного впливу на його здоров'я. Єдиним потенційним ризиком була б знижена дихальна резервність у разі інфекцій дихальних шляхів. У 2020-х роках Папа схилявся до нападів грипу й бронхіту в зимовий період. Проблеми з колінами та сідничним нервом змушували його часто користуватися кріслом колісним, ходунками або палицею.
У 2021 році проблеми зі здоров'ям Франциска спричинили чутки про можливу відставку, які сам Папа спростував. У червні 2022 року, після лікування коліна, Франциск скасував заплановані візити до Демократичної Республіки Конго та Південного Судану. В інтерв'ю Рейтер того ж місяця він заявив, що не розглядає відставку, але зробить це, якщо стан здоров'я завадить йому керувати Церквою. Під час свого візиту до Демократичної Республіки Конго у лютому 2023 року Франциск зазначив, що відставка «не входить до його порядку денного на цей момент».
У березні 2023 року Франциск госпіталізований в Римі через респіраторну інфекцію. Він повернувся, щоби відслужити Великодню Вігілійну Літургію у Велику суботу, у квітні. У червні Франциск переніс операцію на животі через грижу. Від 2022 року він відкрито користувався кріслом колісним — спершу через постійний біль у коліні, який потребував хірургічного втручання. Він визнавав, що його повторювані проблеми з мобільністю стали початком того, що Рейтер назвали «новою, повільнішою фазою його понтифікату», хоча він отримав визнання з боку католиків з інвалідністю за те, що зробив свою «інвалідність частиною своєї видимої ідентичности».

### Остання хвороба
1. Процесія з тілом Папи Франциска з папами, францисканцями та швейцарською гвардією, які охороняють його труну
2. Приспущений прапор Ватикану на Конгрегації євангелізації народів
3. Розарій для Папи Франциска в Санта Марія Маджоре

14 лютого 2025 року Папу Франциска госпіталізовано до лікарні Джемеллі в Римі через бронхіт. Його перебування в лікарні подовжене через полімікробну інфекцію дихальних шляхів і двосторонню пневмонію. Vatican News описало його стан як критичний і повідомило, що йому призначене переливання крові та подачу кисню з високою швидкістю потоку. 23 лютого оголосили, що у Франциска діагностовано початкову стадію ниркової недостатности, хоча його стан залишався «під контролем». 26 лютого спостерігалося незначне покращення, однак через два дні у нього стався бронхоспазм, внаслідок чого Папа вдихнув блювотні маси й потребував неінвазивної механічної вентиляції легень; Ватикан заявив, що прогноз залишається обережним. 3 березня повідомлено, що Франциска відключили від вентиляції, і він одужує. Ватикан підтвердив, що Папа переніс два епізоди «гострої дихальної недостатности». Після цього, третього серйозного загострення стану Понтифіка, механічну вентиляцію було поновлено того ж дня пообідні.
19 березня повідомили, що Папа більше не потребує вентиляції легень у нічний час, а його лікарі зазначили, що легенева інфекція «під контролем», хоча й не ліквідована. Його виписали з лікарні 23 березня, одразу після того, як він благословив натовп з балкона; очікувалося, що він проведе щонайменше два місяці на відновленні в резиденції Domus Sanctae Marthae у Ватикані, дотримуючись зменшеного графіка роботи. Уперше після госпіталізації Франциск з'явився на публіці 6 квітня.
У Великодню неділю, 20 квітня, Франциск зустрівся з віцепрезидентом США Джей Ді Венсом, щоб обмінятися великодніми вітаннями. Папа делегував проведення традиційної Великодньої меси кардиналу Анджело Комастрі, але особисто з'явився на майдані Святого Петра, щоби уділити благословення Urbi et Orbi. Останнім політичним діячем, який зустрівся з Папою Франциском перед його смертю, був прем'єр-міністр Хорватії Андрей Пленкович. Його останні слова були подякою його медсестрі за те, що вона дозволила йому з’явитися на площі. Франциск того дня відпочив і повечеряв.

## Смерть
21 квітня 2025 року кардинал Кевін Фаррелл, камерленго Святої Римської Церкви, оголосив у зверненні, яке також транслювалося через Vatican Media, що Папа Франциск помер цього дня (у Великодній понеділок) у віці 88 років о 07:35 за центральноєвропейським літнім часом у своїй резиденції у Ватикані. Заяву Фаррелла зачитано в каплиці папської резиденції Domus Sanctae Marthae. Свідоцтво про смерть, оприлюднене Ватиканом того ж дня, підтвердило, що Франциск помер від інсульту, який призвів до коми та незворотної зупинки серця. У документі також зазначалося, що він страждав на цукровий діабет другого типу та гіпертонію. 22 квітня Ватикан оприлюднив перші зображення Папи Франциска, який лежить у каплиці Domus Sanctae Marthae, у червоних ризах і єпископській митрі. Папські апартаменти в Апостольському палаці та особисті апартаменти Папи Франциска в Domus Sanctae Marthae пізніше були опечатані кардиналом Камерленго.
Після його смерті було оприлюднено духовний заповіт Франциска, датований 29 червня 2022 року, в якому зазначено його бажання бути похованим у базиліці Санта-Марія-Маджоре, а саме «в поховальній ніші в бічному проході між каплицею Павла (капелла Salus Populi Romani) і каплицею Сфорца базиліки». Його заява закінчувалася словами: «Нехай Господь дарує належну нагороду всім тим, хто любив мене і продовжує молитися за мене. Страждання, які позначили останню частину мого життя, я жертвую Господу за мир у світі та за братерство між народами».
22 квітня 60 кардиналів провели організаційну зустріч. 23 квітня о 09:00  тіло Папи Франциска перенесене з Domus Sanctae Marthae до базиліки Святого Петра для триденного публічного прощання з 11:00 того ж дня до 07:00 25 квітня. За перші 8,5 годин, коли його тіло було покладено, понад 19 000 людей прийшли проститися з Франциском.
Згідно з канонічним правом, конклав 2025 року має розпочатися приблизно через 15–20 днів після звільнення апостольського престолу, тобто між 6 і 11 травня 2025 року, хоча він може бути скликаний раніше, якщо всі кардинали-виборці прибудуть до Рима, як це передбачено у Normas nonnullas Папи Бенедикта XVI від 26 лютого 2013 року.

## Похорон

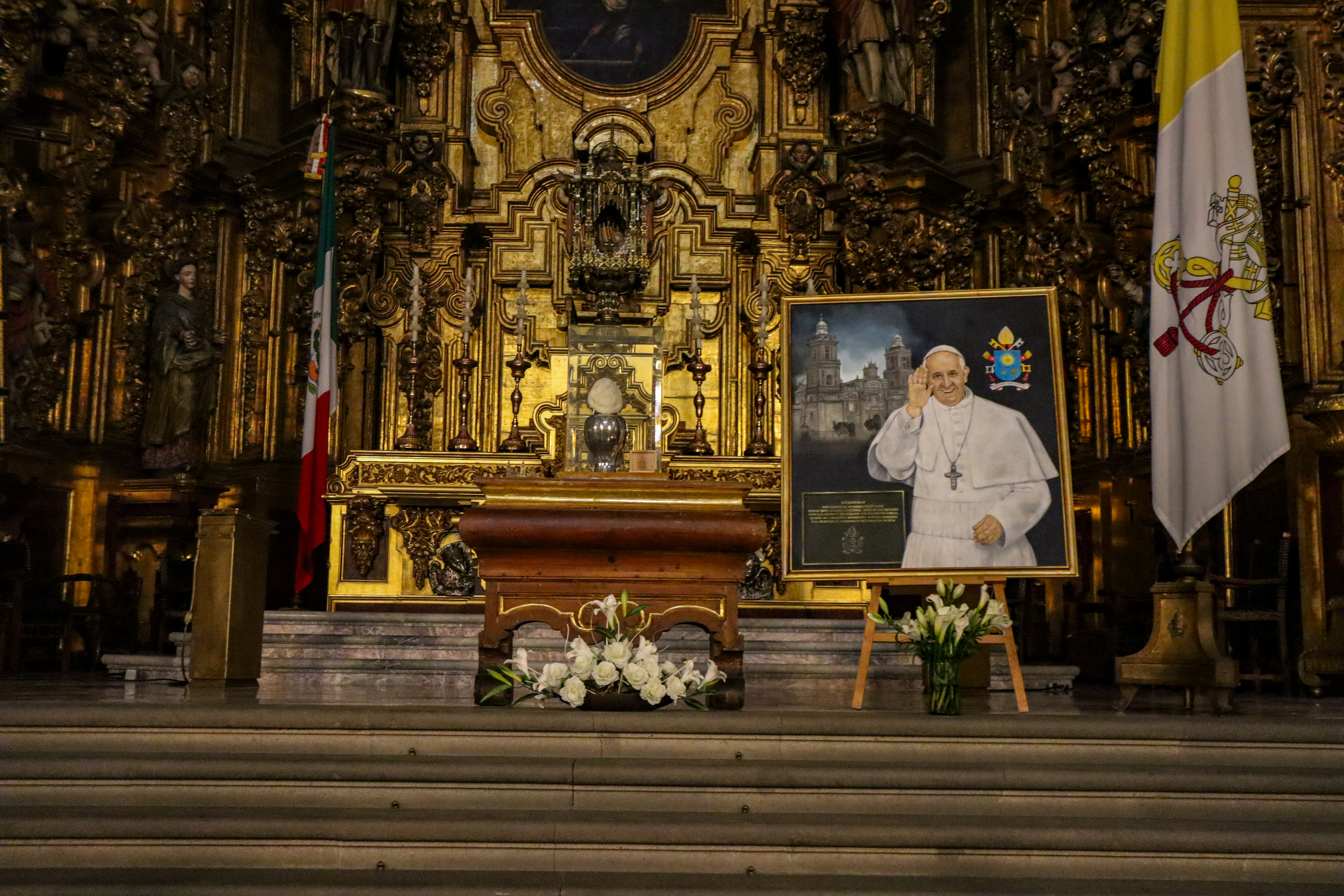
Вітрина з пілеолусом, яку носив Папа біля вівтаря царів у катедральному соборі Мехіко. Пілеолус був подарунком після його візиту до храму у 2016 році.

Процедура розпочнеться з обряду засвідчення смерті, який очолить кардинал Кевін Фаррелл, найвищий за рангом кардинал у ватиканській адміністрації, у папській каплиці. Папські похорони традиційно є урочистим і складним обрядом, однак Франциск затвердив плани щодо спрощення рубрик Ordo Exsequiarum Romani Pontificis — літургійного посібника, що описує похоронні обряди римського понтифіка. Він обрав просту дерев'яну труну, оббиту цинком, і скасував традицію виставлення тіла папи на підвищенні для публічного прощання. За його волею, Франциска буде поховано в базиліці Санта-Марія-Маджоре в Римі, зокрема, «в поховальній ніші в бічному проході між каплицею Павла (каплицею Salus Populi Romani) і каплицею Сфорца базиліки», що зробить його першим папою, похованим за межами Ватикану після Папи Лева XIII у 1903 році.
Похорон відбудеться 26 квітня о 10:00 за місцевим часом у формі меси-реквієму, яку очолить декан Колегії кардиналів кардинал Джованні Баттіста Ре. Очікується, що на похоронах Папи візьмуть участь високопоставлені особи з інших країн. Похоронна меса за Папою Франциском також розпочне дев’ятиденний період жалоби, відомий як novemdiales/novemdiali, під час якого кардинали співслужитимуть месу в пам’ять про померлого понтифіка з представниками окремих секторів, пов’язаних з папством. Служба Папських літургійних церемоній оприлюднила розклад і список кардиналів, які будуть служити Меси на novemdiales.